# Сан-Беніто (Техас)
Сан-Беніто (англ. San Benito) — місто (англ. city) в США, в окрузі Камерон штату Техас. Населення — 24 861 особа (2020).

## Географія
Сан-Беніто розташований за координатами 26°7′46″ пн. ш. 97°38′39″ зх. д. / 26.12944° пн. ш. 97.64417° зх. д. (26.129398, -97.644050).  За даними Бюро перепису населення США в 2010 році місто мало площу 41,79 км², з яких 40,90 км² — суходіл та 0,88 км² — водойми.

## Демографія
Згідно з переписом 2010 року, у місті мешкало 24 250 осіб у 7288 домогосподарствах у складі 5764 родин. Густота населення становила 580 осіб/км².  Було 8585 помешкань (205/км²).
Расовий склад населення:
| - 86,0 % — білих - 0,5 % — чорних або афроамериканців - 0,3 % — корінних американців - 0,3 % — азіатів - 11,2 % — осіб інших рас |

До двох чи більше рас належало 1,7 %. Частка іспаномовних становила 90,7 % від усіх жителів.
За віковим діапазоном населення розподілялося таким чином: 33,2 % — особи молодші 18 років, 53,4 % — особи у віці 18—64 років, 13,4 % — особи у віці 65 років та старші. Медіана віку мешканця становила 31,0 року. На 100 осіб жіночої статі у місті припадало 93,7 чоловіків;  на 100 жінок у віці від 18 років та старших — 86,9 чоловіків також старших 18 років.
Середній дохід на одне домашнє господарство  становив 39 590 доларів США (медіана — 26 158), а середній дохід на одну сім'ю — 41 830 доларів (медіана — 30 201). Медіана доходів становила 31 133 долари для чоловіків та 25 364 долари для жінок. За межею бідності перебувало 38,7 % осіб, у тому числі 53,6 % дітей у віці до 18 років та 27,8 % осіб у віці 65 років та старших.
Цивільне працевлаштоване населення становило 8045 осіб. Основні галузі зайнятості: освіта, охорона здоров'я та соціальна допомога — 32,6 %, роздрібна торгівля — 10,1 %, мистецтво, розваги та відпочинок — 9,9 %.